# دونی تریستان
دونی تریستان (فرانسوی: Denis Tristant‎؛ زادهٔ ۲۳ نوامبر ۱۹۶۴) بازیکن هندبال اهل فرانسه بود.